# Salinon

Il salinon (in rosso) e il cerchio (in blu) hanno la stessa area.

Il salinon ("saliera" in greco) è una figura geometrica composta da quattro semicirconferenze, introdotta per la prima volta nel Libro dei lemmi del matematico siceliota Archimede.

## Costruzione
Si consideri un sistema di riferimento cartesiano con origine nel punto O, e siano A, D, E e B quattro punti allineati lungo l'asse delle ascisse, in modo che O sia il punto medio di AB e AD = EB. Si disegnino tre semicirconferenze al di sopra dell'asse delle ascisse, con i diametri AB, AD ed EB, mentre una quarta semicirconferenza venga disegnata al di sotto dell'asse sul diametro DE. Il salinon è la figura delimitata dalle quattro semicirconferenze: per costruzione essa è simmetrica rispetto all'asse delle ordinate.

## Proprietà

### Area
Archimede introdusse il salinon nel suo Libro dei lemmi, applicando la Proposizione 10 del Libro II degli Elementi di Euclide. Nel suo trattato Archimede nota che l'area della figura racchiusa dalle semicirconferenze è uguale all'area del cerchio di diametro CF.
Denominando con R il raggio della semicirconferenza più grande (OB nella figura) e con r il raggio della semicirconferenza più interna (OE nella figura), l'area del salinon è data dalla seguente formula:
{\displaystyle A={\frac {1}{4}}\pi \left(R+r\right)^{2}.}

### Dimostrazione
Siano G e H i punti medi dei diametri AD ed EB, rispettivamente. Ne consegue che AG = GD = EH = HB = r1. Poiché DO, OF e OE sono raggi della medesima semicirconferenza, DO = OF = OE = r2. Per addizione, risulta AG + GD + DO = OE + EH + HB = 2r1 + r2. Dato che AB è il diametro del salinon, CF ne è l'asse di simmetria; poiché sono tutti raggi della stessa semicirconferenza, AO = BO = CO = 2r1 + r2.
Si consideri ora il cerchio completo in blu nella figura. Poiché CO = 2r1 + r2 e OF = r2, CF = 2r1 + 2r2. Quindi, il raggio del cerchio è r1 + r2 e la sua area è π(r1 + r2)2.
Denominando, per semplicità di notazione, x = r1 e y = r2, l'area del semicerchio costruito sul diametro AB è:
{\displaystyle AB={\frac {1}{2}}\pi \left(2x+y\right)^{2}}.
L'area del semicerchio interno di diametro DE è:
{\displaystyle DE={\frac {1}{2}}\pi y^{2}}
L'area di ognuno dei due semicerchi di diametri AD ed EB è:
{\displaystyle AD=EB={\frac {1}{2}}\pi x^{2}}
Quindi, l'area del salinon è:
{\displaystyle {\frac {1}{2}}\pi \left(\left(2x+y\right)^{2}-2x^{2}+y^{2}\right)={\frac {1}{2}}\pi \left(2x^{2}+4xy+2y^{2}\right)=\pi \left(x^{2}+2xy+y^{2}\right)=\pi \left(x+y\right)^{2}=\pi \left(r_{1}+r_{2}\right)^{2}}
Poiché il raggio OB del semicerchio esterno è  2r1 + r2 = R, mentre il raggio OE del semicerchio interno è  r2 = r, l'espressione dell'area del salinon può esprimersi come segue:
{\displaystyle A=\pi \left(r_{1}+r_{2}\right)^{2}=\pi \left({\frac {R+r}{2}}\right)^{2}={\frac {1}{4}}\pi \left(R+r\right)^{2}}
{\displaystyle }